# Глазув (Свентокшиське воєводство)
Глазув (пол. Głazów) — село в Польщі, у гміні Образув Сандомирського повіту Свентокшиського воєводства.
Населення — 400 осіб (2011).
У 1975-1998 роках село належало до Тарнобжезького воєводства.

## Демографія
Демографічна структура на день 31 березня 2011 року:
|          | Загалом | Допрацездатний вік | Працездатний вік | Постпрацездатний вік |
| -------- | ------- | ------------------ | ---------------- | -------------------- |
| Чоловіки | 194     | 37                 | 127              | 30                   |
| Жінки    | 206     | 42                 | 99               | 65                   |
| Разом    | 400     | 79                 | 226              | 95                   |